# Дядюшкин сон (фильм)
«Дя́дюшкин сон» — советский художественный фильм, снятый в 1966 году по одноимённой повести Ф. М. Достоевского.

## Сюжет
В провинциальный город Мордасов приезжает старый богатый князь К.
Одна из местных дам, Марья Александровна Москалёва, стремится выдать за него замуж свою дочь Зину. Таким образом Марья Александровна желает стереть в мордасовском обществе память о неудачном романе Зины и учителя её младшего брата.
Поначалу оказавшая сопротивление Зина всё-таки соглашается на участие в интриге матери.
Однако хитроумный план Марьи Александровны разрушен Мозгляковым, отвергнутым претендентом на руку Зины, уверившим полоумного князя, что его сватовство к девушке — всего лишь сон.

## Съёмки
Съёмки уличных сцен фильма проходили в Вологде. Домом Москалёвой стал так называемый «дом Барша» по адресу Набережная 6-й Армии, 101. Экстерьером городского театра послужил значительно декорированный дом № 129 по этой же улице рядом с Церковью Успения Пресвятой Богородицы. Катания на возках городские сплетницы устраивали на Кремлёвской площади на фоне Церкви Александра Невского (при встрече героинь Смирновой и Мордюковой с дамами общества на Кремлёвской площади, тем не менее их возки движутся от перекрёстка улиц Предтеченской и Советской на фоне Церкви Усекновения Главы Иоанна Предтечи в Рощенье).

## В ролях
- Сергей Мартинсон — князь К.
- Лидия Смирнова — Мария Александровна Москалёва, первая дама города Мордасова
- Жанна Прохоренко — Зинаида Афанасьевна Москалёва, её дочь
- Николай Рыбников — Павел Александрович Мозгляков, жених Зины, дальний родственник князя
- Николай Крючков — Афанасий Матвеевич Москалёв, муж Марии Александровны
- Людмила Шагалова — Настасья Петровна Зяблова, дальняя родственница Марии Александровны
- Алла Ларионова — Наталья Дмитриевна Паскудина
- Клара Лучко — Анна Николаевна Антипова, прокурорша
- Нонна Мордюкова — Софья Петровна Карпухина (в ориг. Фарпухина), полковница.
- Валентин Зубков — Вася, школьный учитель
- Нина Агапова — Фелисата Михайловна
- Александра Данилова — Луиза Карловна
- Клавдия Хабарова — Акулина Перфильевна Петрухина
- Лидия Драновская — дама
- Светлана Коновалова — дама
- Валентина Ушакова — дама
- Тамара Яренко — дама
- Зоя Степанова — дама
- Зоя Василькова — дама с собачкой
- Гавриил Белов — Гришка, лакей Москалёвой
- Антонина Кончакова — дама

## Съёмочная группа
- Автор сценария: Константин Воинов, Лидия Вильвовская
- Режиссёр: Константин Воинов
- Операторы:
  - Николай Немоляев
  - Георгий Куприянов
- Художник: Борис Бланк
- Художник по костюмам: Лидия Наумова[2]
- Композитор: Роман Леденёв